# Phostria crithonalis
Phostria crithonalis là một loài bướm đêm trong họ Crambidae.